# Mercedes-Benz Tourino
Le Mercedes-Benz Tourino (nom de code interne : O 510) est un autocar produit par la division bus du groupe Mercedes-Benz de 2004 à 2013.